# Untergraben 17 (Weimar)

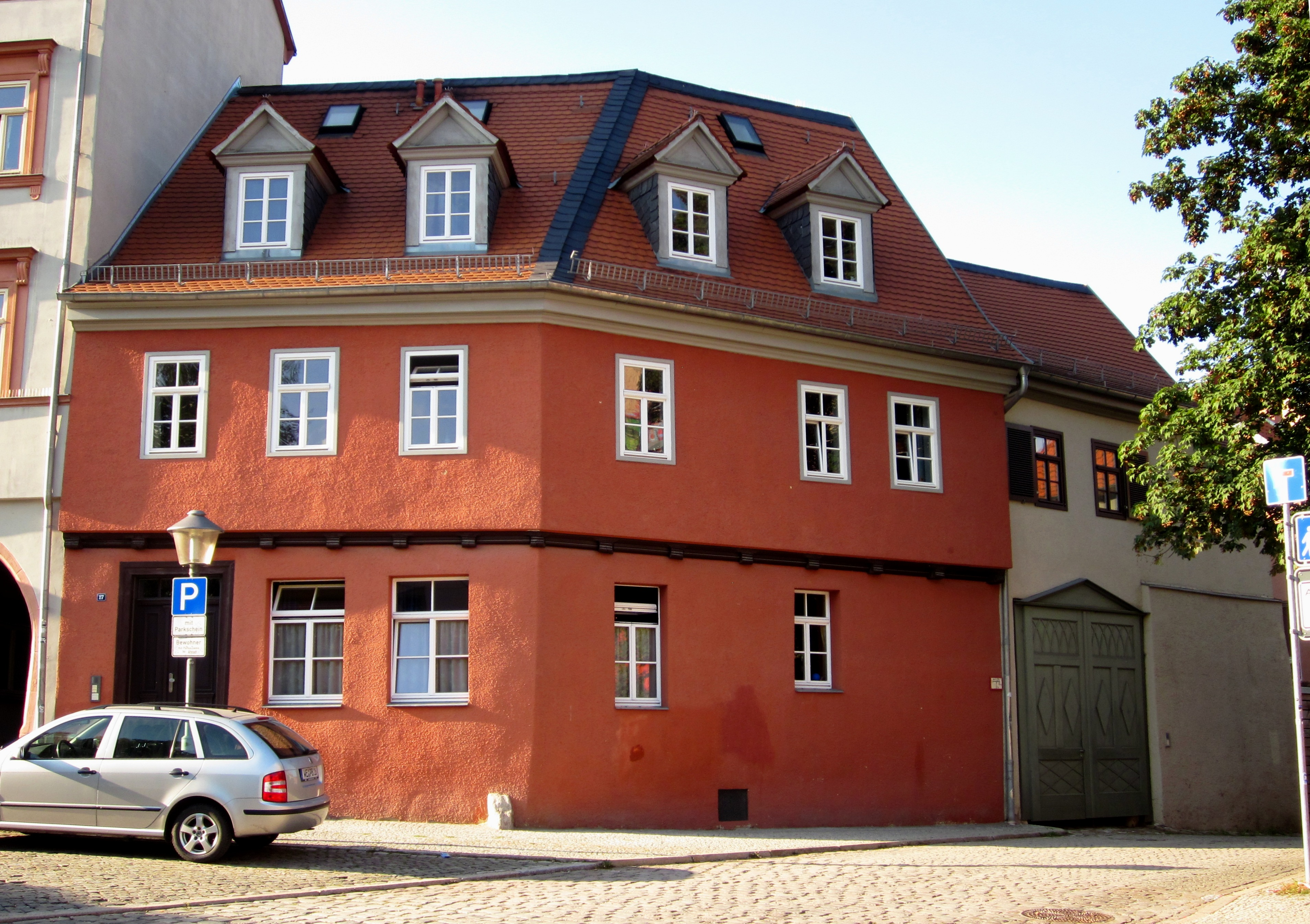
Untergraben 17

Das Wohnhaus Untergraben 17 in Weimar gehört zum Denkmalensemble Altstadt. Es liegt an der Nordseite des Straßenzugs und ist ein zweigeschossiges Gebäude mit ausgebautem Dachgeschoss mit Gauben an der Ecke zum Brühl.
Das Gebäude, welches dem ehemaligen Grimmenstein, der Gerberstraße 3, gegenüberliegt, hatte einst eine Leuchtreklame für das Burgtheater an seiner Fassade. Dieses Lichtspielhaus selbst war aber nicht im Untergraben 17 untergebracht, sondern im Haus Brühl 1, das bei den Luftangriffen auf Weimar zerstört wurde.